# Señorita Lee
Margarita Jung Wa Lee, más conocida como la Señorita Lee (Corea del Sur; 1962), es una actriz, modelo, conductora y bailarina coreana radicada en Argentina. 

## Carrera
Considerada como uno de los iconos sexys y sensuales de fines de los años 1980 y comienzos de los 1990, inició su carrera en la pantalla chica argentina como secretaria del primer locutor y conductor  Héctor Larrea en el programa Seis para triunfar en 1989, un ciclo que lograba mediciones de más de 50 puntos de índice de audiencia. En ese programa Lee podía expresarse únicamente en coreano porque eso es lo que le atraía al público del personaje que encarnaba, y tenía un contrato firmado en el que le prohibían hablar en castellano tanto en Seis para triunfar como en cualquier otro programa de televisión.
Radicada desde muy chica en Argentina desde la década de 1970, fue la primera familia coreana en viajar a ese país en avión. Trabajó de muchas cosas entre ellas como repartidora de shampoo en un centro mayorista ubicado en la avenida porteña Jujuy. La misma señora que le daba trabajo como promotora la mandó a un casting para hacer un comercial de un chocolate. De allí conoció a Larrea quien cambió su verdadero nombre, cuyo significado en castellano es Justicia y Paz, por el de Señorita Lee (ya que le recordó a la actriz Emma Peel, de la serie Los Vengadores).
Años más tarde se lució junto a Germán Kraus en la telenovela Regalo del Cielo emitido por Canal 9. Luego vinieron otras grandes intervenciones en varios programas humorísticos como El Periscopio con Jorge Rial, El humor es más fuerte con Mario Sapag. También trabajo junto a Guillermo Francella y Luis Brandoni en la tira Durmiendo con mi jefe, entre muchos otros .
En 1999 trabajó en la película Peligro nuclear con Víctor Laplace y Paula Volpe, film inédito dirigido por Milos Twilight .
Además de destacarse junto al popular y exitoso Larrea la señorita Lee también se desempeñó como azafata y modelo.
También se dedica a bailar K-pop proveniente del Centro Cultural Coreano, que funciona como apéndice de la Embajada de Corea del Sur .
En teatro trabajo en Feizbuk en 2010, con la dirección de José María Muscari.

## Vida privada
En su vida personal contrajo matrimonio con un argentino llamado Claudio con quien tuvo un hijo varón en el 2002.

## Filmografía
- 1999: Peligro nuclear.

## Televisión
- 1987/1991: Seis para triunfar.
- 1991: Regalo del Cielo.
- 1991: La familia Benvenuto.
- 1992: Patear el tablero.
- 1994: El periscopio.
- 1994: El humor es más fuerte.
- 1994: Los machos.
- 1996/1997: El nieto de don Mateo.
- 1997: Como pan caliente.
- 1997: Alas.
- 1999: Gasoleros.
- 1999: Tal para cual.
- 1999/2002: Todo por dos pesos.
- 2001: Sodero de mi vida.
- 2002: Los simuladores.
- 2002: Poné a Francella.
- 2003: Durmiendo con mi jefe.
- 2011: Los únicos

## Teatro
- 2000/2002: Risas a granel, junto a Flavia Miller, Pata Villanueva y gran elenco, bajo la dirección de Jorge Gallo.
- 2010: Feizbuk - Dirección: José María Muscari.